# Аревахач

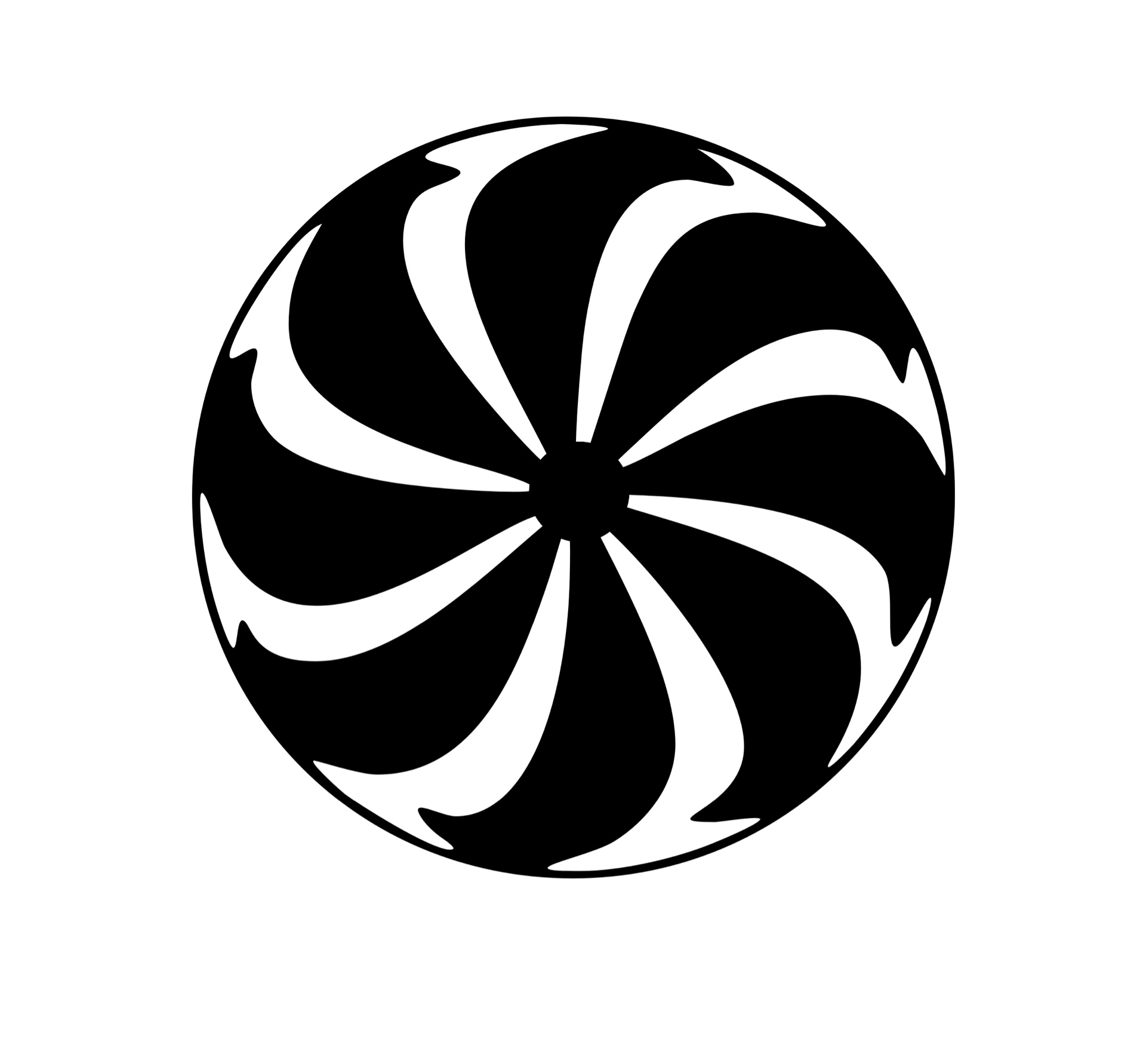
Вірменський знак вічності

Аревахач (вірм. արևախաչ, сонячний хрест), також відомий як Вірменський знак вічності — древній вірменський символ у вигляді круглого, вихрового, гвинтоподібного кола, схожого на сонце. Один з найдавніших символів у вірменській культурі. Є головним образотворчим символом Вірменії та вірмен.

## Символіка

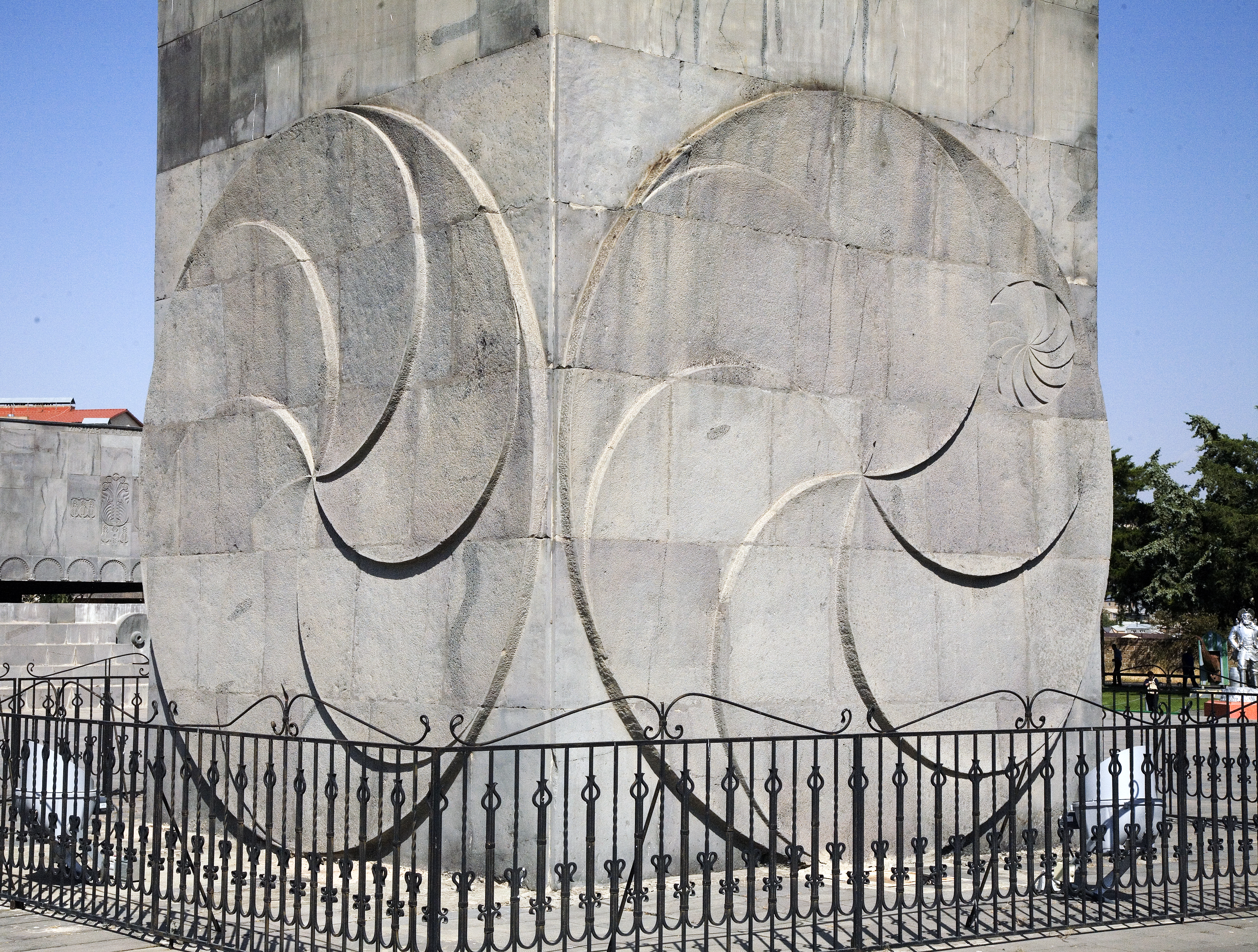
Монумент «Відроджена Вірменія». На цьому монументі висотою 50 метрів можна знайти 7 знаків вічності — 5 в основі та 2 на вершині

В залежності від кількості елементів вірменський знак вічності називається відповідно шестикрилим або восьмикрилим.
Згідно Вілю Мириманову, вписана в коло свастика як різновид хреста підкреслює момент руху, перетворення життя в смерть і смерті в життя. На думку О. Орлова, вихрова свастика («сегнерово колесо») «це є... вихор або вирва, за допомогою якої акумулюється енергія, необхідна для переходу з одного енергетичного плану в інший». Хрест у колі, а також щит, зустрічається на хачкарах позначає ще й замкнутий цикл буття (життя — смерть — відродження). Зустрічається на вірменських християнських пам'ятках з V століття, потім цей знак перейшов і на хачкари. До VIII століття про використання символу вічності у вірменській архітектурі можна вже говорити як про давню іконографічну пракуі, причому символ зберіг своє значення з раннього середньовіччя до наших днів.